# 吕昂 (上索恩省)
吕昂（法語：Ruhans，法語發音：[ʁy.ɑ̃]）是法国上索恩省的一个市镇，属于沃苏勒区。

## 地理
吕昂（47°27'33"N, 6°8'10"E）面积4.95 平方千米，位于法国勃艮第-弗朗什-孔泰大區上索恩省，该省份为法国东部内陆省份，北起顺时针与孚日省、贝尔福地区省、杜省、汝拉省、科多尔省和上马恩省接壤。
与吕昂接壤的市镇（或旧市镇、城区）包括：欧图瓦松、博莫特-欧贝尔唐、锡雷、克诺什、里奥。
吕昂的时区为UTC+01:00、UTC+02:00（夏令时）。

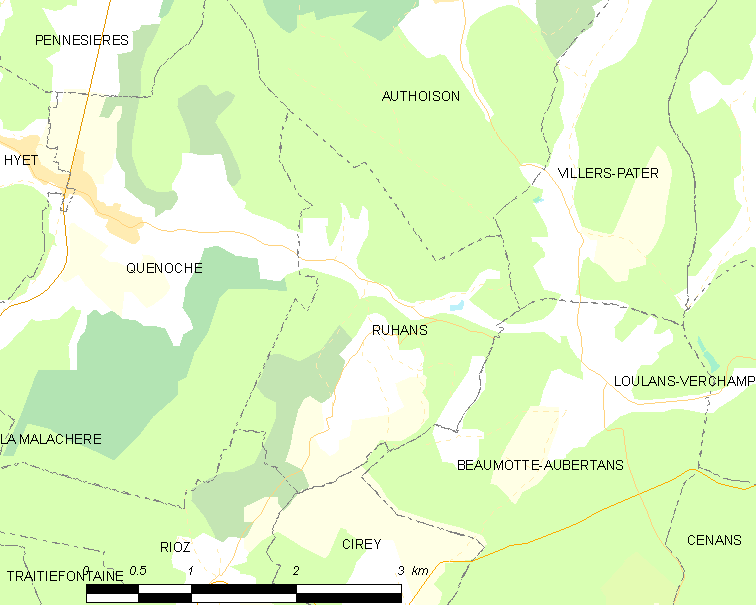
吕昂的OSM定位图

## 行政
吕昂的邮政编码为70190，INSEE市镇编码为70456。

## 政治
吕昂所属的省级选区为里奥县。

## 人口

1962-2008年间吕昂人口变化图示

吕昂于2022年1月1日时的人口数量为149人。